# Lijst van voetbalinterlands Swaziland - Zambia
Deze lijst van voetbalinterlands is een overzicht van alle officiële voetbalwedstrijden tussen de nationale teams van Swaziland en Zambia. De landen hebben tot op heden veertien keer tegen elkaar gespeeld. De eerste ontmoeting, een vriendschappelijke wedstrijd, was op 18 april 1981 tijdens een vriendschappelijk toernooi in Bulawayo (Zimbabwe). Het laatste duel, een groepswedstrijd tijdens de COSAFA Cup 2021, werd gespeeld in Port Elizabeth (Zuid-Afrika) op 10 juli 2021.

## Wedstrijden
| №  | Plaats         | Datum             | Competitie                                        | Wedstrijd          | Uitslag |
| -- | -------------- | ----------------- | ------------------------------------------------- | ------------------ | ------- |
| 1  | Bulawayo       | 18 april 1981     | Vriendschappelijk                                 | Zambia − Swaziland | 6 − 1   |
| 2  | Lusaka         | 19 augustus 1990  | Afrika Cup 1992 kwalificatie                      | Zambia − Swaziland | 5 − 0   |
| 3  | Lobamba        | 28 april 1991     | Afrika Cup 1992 kwalificatie                      | Swaziland − Zambia | 2 − 1   |
| 4  | Lobamba        | 11 februari 2001  | COSAFA Cup 2001                                   | Swaziland − Zambia | 2 − 1   |
| 5  | Lusaka         | 11 juni 2005      | COSAFA Cup 2005                                   | Zambia − Swaziland | 3 − 0   |
| 6  | Lobamba        | 15 juni 2008      | WK 2010 kwalificatie                              | Swaziland − Zambia | 0 − 0   |
| 7  | Chililabombwe  | 21 juni 2008      | WK 2010 kwalificatie                              | Zambia − Swaziland | 1 − 0   |
| 8  | Manzini        | 9 februari 2011   | Vriendschappelijk                                 | Swaziland − Zambia | 0 − 4   |
| 9  | Windhoek       | 19 juni 2016      | COSAFA Cup 2016                                   | Swaziland − Zambia | 0 − 0   |
| 10 | Lobamba        | 16 juli 2017      | African Championship of Nations 2018 kwalificatie | Swaziland − Zambia | 0 − 4   |
| 11 | Lusaka         | 22 juli 2017      | African Championship of Nations 2018 kwalificatie | Zambia − Swaziland | 3 − 0   |
| 12 | Manzini        | 22 september 2019 | African Championship of Nations 2020 kwalificatie | Swaziland − Zambia | 0 − 1   |
| 13 | Lusaka         | 19 oktober 2019   | African Championship of Nations 2020 kwalificatie | Zambia − Swaziland | 2 − 2   |
| 14 | Port Elizabeth | 10 juli 2021      | COSAFA Cup 2021                                   | Zambia − Swaziland | 0 − 1   |

## Samenvatting
| Competitie                                   | Totaal gespeeld | Winst Swaziland | Gelijk | Winst Zambia | Doelsaldo Swaziland – Zambia |
| -------------------------------------------- | --------------- | --------------- | ------ | ------------ | ---------------------------- |
| WK-kwalificatie                              | 2               | 0               | 1      | 1            | 0 − 1                        |
| Afrika Cup-kwalificatie                      | 2               | 1               | 0      | 1            | 2 − 6                        |
| African Championship of Nations-kwalificatie | 4               | 0               | 1      | 3            | 2 − 10                       |
| COSAFA Cup                                   | 4               | 2               | 1      | 1            | 3 − 4                        |
| Vriendschappelijk                            | 2               | 0               | 0      | 2            | 1 − 10                       |
| Totaal                                       | 14              | 3               | 3      | 8            | 8 − 31                       |

NFAS · 
Swazisch vrouwenelftal
1968 · 
1969 · 
1970 · 
1971 · 
1972 · 
1973 · 
1974 · 
1975 · 
1976 · 
1977 · 
1978 · 
1979 · 
1980 · 
1981 · 
1982 · 
1983 · 
1984 · 
1986 · 
1987 · 
1988 · 
1989 · 
1990 · 
1991 · 
1992 · 
1993 · 
1994 · 
1995 · 
1996 · 
1997 · 
1998 · 
1999 · 
2000 · 
2001 · 
2002 · 
2003 · 
2004 · 
2005 · 
2006 · 
2007 · 
2008 · 
2009 · 
2010 · 
2011 · 
2012 · 
2013 · 
2014 ·
2015 ·
2016 ·
2017 ·
2018 ·
2019 ·
2020 ·
2021 ·
2022 ·
2023 ·
2024
Angola ·
Botswana ·
Burkina Faso ·
Comoren ·
Congo-Brazzaville ·
Congo-Kinshasa ·
Djibouti ·
Egypte ·
Eritrea ·
Gabon ·
Ghana ·
Guinee ·
Guinee-Bissau ·
Kaapverdië ·
Kameroen ·
Kenia ·
Lesotho ·
Libië ·
Madagaskar ·
Malawi ·
Mali ·
Mauritius ·
Mozambique ·
Namibië ·
Niger ·
Nigeria ·
Senegal ·
Seychellen ·
Sierra Leone ·
Soedan ·
Somalië ·
Tanzania ·
Togo ·
Tunesië ·
Zambia ·
Zimbabwe ·
Zuid-Afrika
FAZ · 
A-internationals · 
Selecties · 
Statistieken · 
Zambiaans vrouwenelftal · 
Olympisch elftal · 
Zambia U21 · 
Zambia U20 · 
Zambia U18 · 
Zambia U17
1964 – 1979 ·
1980 – 1989 ·
1990 – 1999 ·
2000 – 2009 ·
2010 – 2019 ·
2020 − 2029
1964 ·
1965 ·
1966 ·
1967 ·
1968 ·
1969 ·
1970 ·
1971 ·
1972 ·
1973 ·
1974 ·
1975 ·
1976 ·
1977 ·
1978 ·
1979 ·
1980 ·
1981 ·
1982 ·
1983 ·
1984 ·
1985 ·
1986 ·
1987 ·
1988 ·
1989 ·
1990 ·
1991 ·
1992 ·
1993 ·
1994 ·
1995 ·
1996 ·
1997 ·
1998 ·
1999 ·
2000 ·
2001 ·
2002 ·
2003 ·
2004 ·
2005 ·
2006 ·
2007 ·
2008 ·
2009 ·
2010 ·
2011 ·
2012 ·
2013 ·
2014 ·
2015 ·
2016 ·
2017 ·
2018 ·
2019 ·
2020 ·
2021 ·
2022
Algerije · 
Angola ·
België ·
Benin ·
Botswana ·
Brazilië ·
Burkina Faso ·
Burundi ·
Chili ·
China ·
Comoren ·
Congo-Brazzaville ·
Congo-Kinshasa ·
Djibouti ·
Ecuador ·
Egypte ·
Equatoriaal-Guinea ·
Ethiopië ·
Gabon ·
Gambia ·
Ghana ·
Guinee ·
Guinee-Bissau ·
Honduras ·
India ·
Irak ·
Iran ·
Israël ·
Ivoorkust ·
Jamaica ·
Japan ·
Jemen ·
Jordanië ·
Kaapverdië ·
Kameroen ·
Kenia ·
Koeweit ·
Lesotho ·
Liberia ·
Libië ·
Madagaskar ·
Malawi ·
Mali ·
Marokko ·
Mauritanië ·
Mauritius ·
Mozambique ·
Namibië ·
Niger ·
Nigeria ·
Noord-Korea ·
Oeganda ·
Oman ·
Rwanda ·
Saoedi-Arabië ·
Senegal ·
Seychellen ·
Sierra Leone ·
Soedan ·
Somalië ·
Swaziland ·
Tanzania ·
Togo ·
Tsjaad ·
Tunesië ·
Zimbabwe ·
Zuid-Afrika ·
Zuid-Korea
Ivoorkust (2012)